# Walter Almberger
Pas d'image ? Cliquez ici
Walter Almberger, né en 1933 à Hieflau, est un alpiniste autrichien surtout connu pour être l'auteur de la première ascension hivernale de la face nord de l'Eiger en 1961 en compagnie de Toni Hiebeler.

## Biographie
Mineur de profession,  Walter Almberger exerce la plus grande partie de la carrière alpine dans le Gesäuse (Alpes d'Ennstal). 

## Ascensions
- 1954 - Dièdre nord-ouest du Peternschartenkopf (Gesäuse) avec Hans Stampfer
- 1957 - Première hivernale du dièdre nord-ouest du Peternschartenkopf avec Gustl Pucher
- 1958 - Face ouest, haute de 1 400 mètres, du pic Germagenov (Caucase) avec Karl Gollmayer
- 1961 - Ascension hivernale de la face nord de l'Eiger, avec Toni Hiebeler, Toni Kinshofer et Anderl Mannhardt
- 1964 - Première hivernale de la Voie des Amis ouverte par Hermann Buhl en face nord du Dachl (Gesäuse), avec Klaus Hoi